# Wat Rong Khun

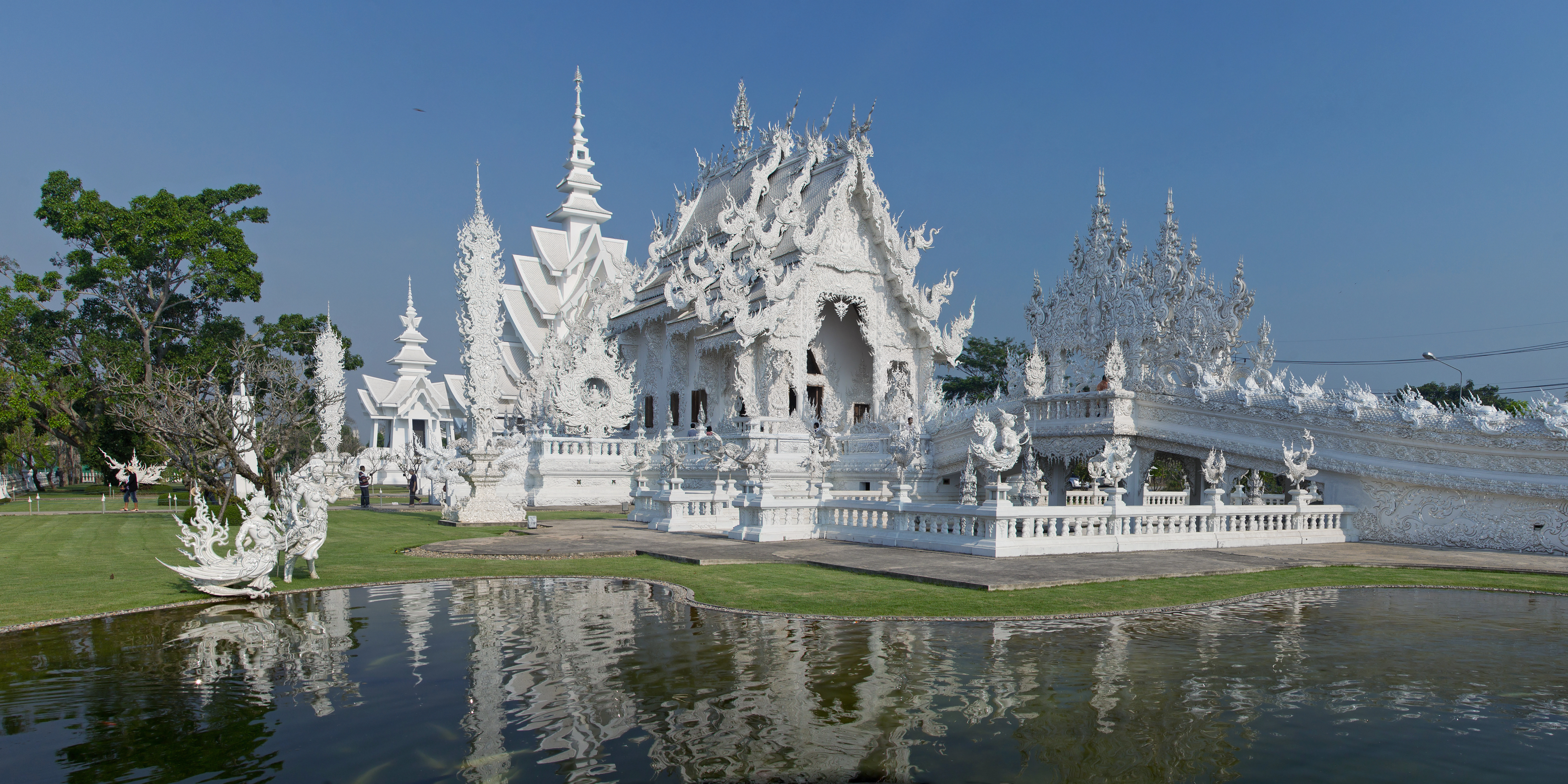
Wat Rong Khun

Wat Rong Khun (Thai วัดร่องขุ่น), onder buitenlanders beter bekend als de Witte Tempel, is een hedendaagse en onconventionele boeddhistische tempel in Chiang Rai, Thailand.
Hij is ontworpen door Chalermchai Kositpipat in 1997. Wat Rong Khun is gebouwd in een witte kleur om de reinheid van Boeddha weer te geven. Met witte mozaïek wordt de wijsheid van Boeddha weerspiegeld.
Naar verwachting zal de bouw van het complete tempelcomplex pas rond 2070 volledig afgerond zijn. Het volledige complex zal dan uit negen gebouwen bestaan, waarbij ieder gebouw een eigen betekenis heeft.
Bij een aardbeving op 5 mei 2014 met een kracht van 6,3 op de schaal van Richter in het noorden van Thailand raakte Wat Rong Khun zwaar beschadigd. In eerste instantie zou het tempelcomplex blijvend gesloten blijven, maar door een grote hoeveelheid donaties kon de tempel volledig worden hersteld.

## Foto's

Wat Rong Khun Panorama's
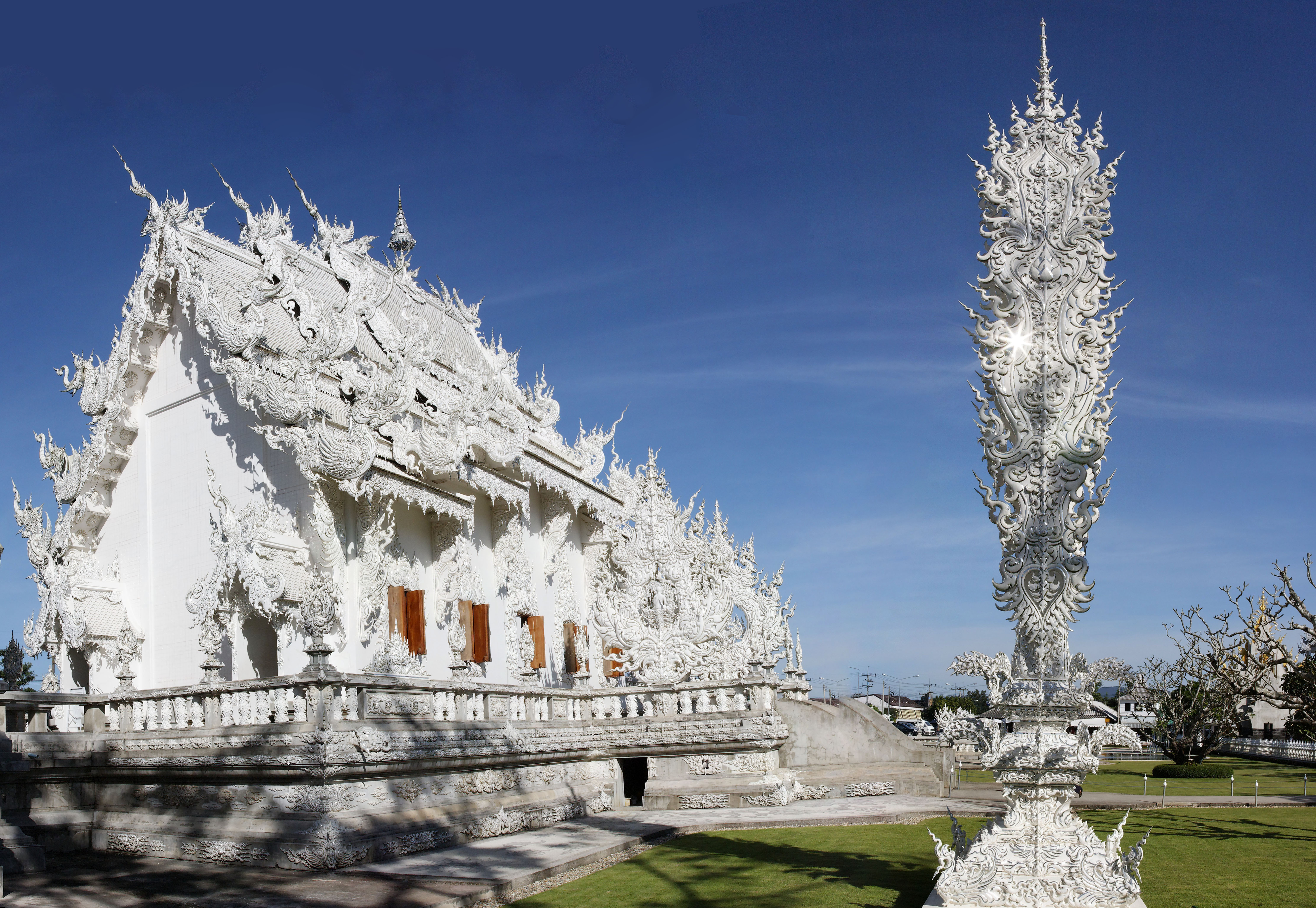
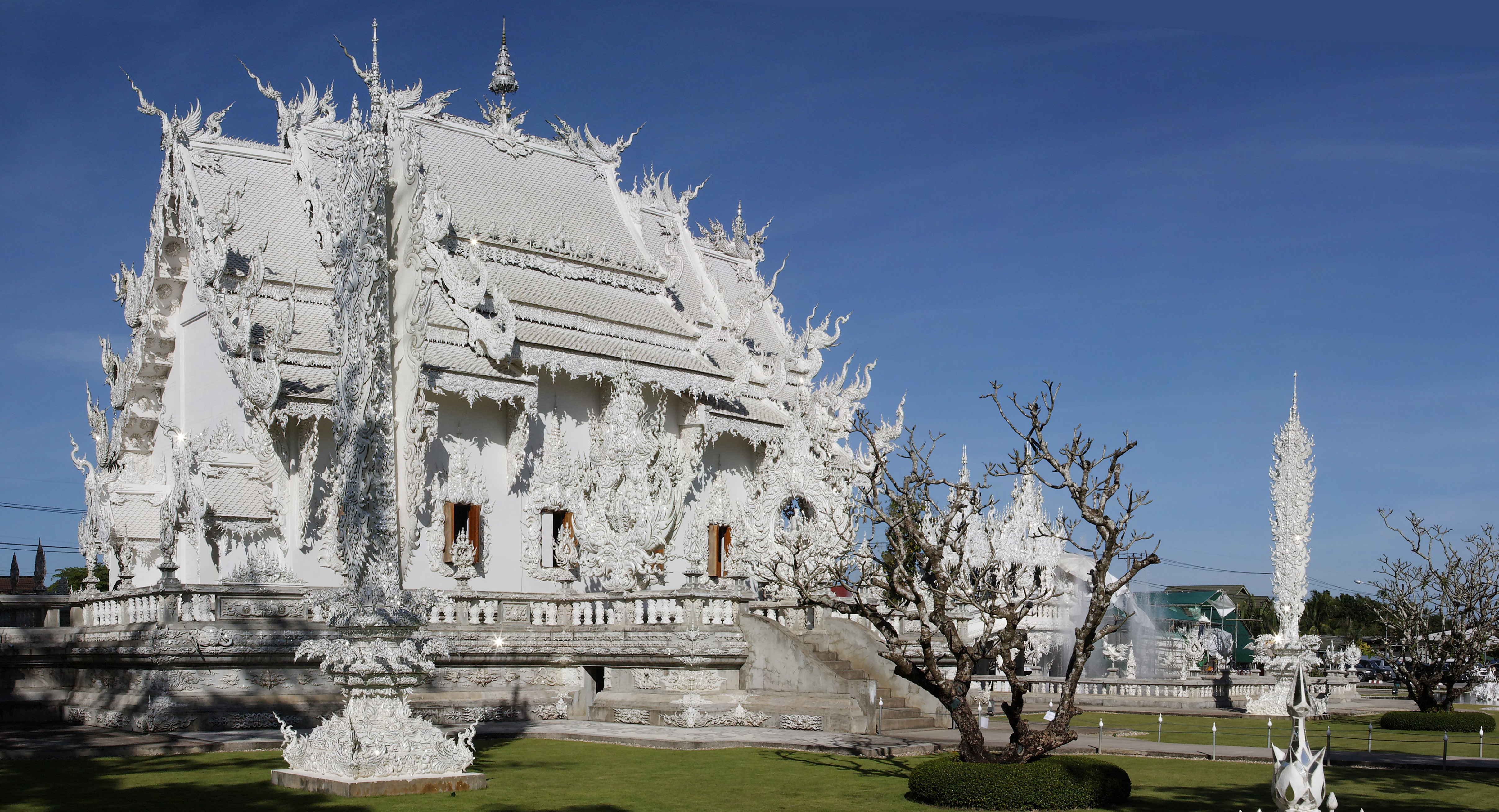

Wat Rong Khun
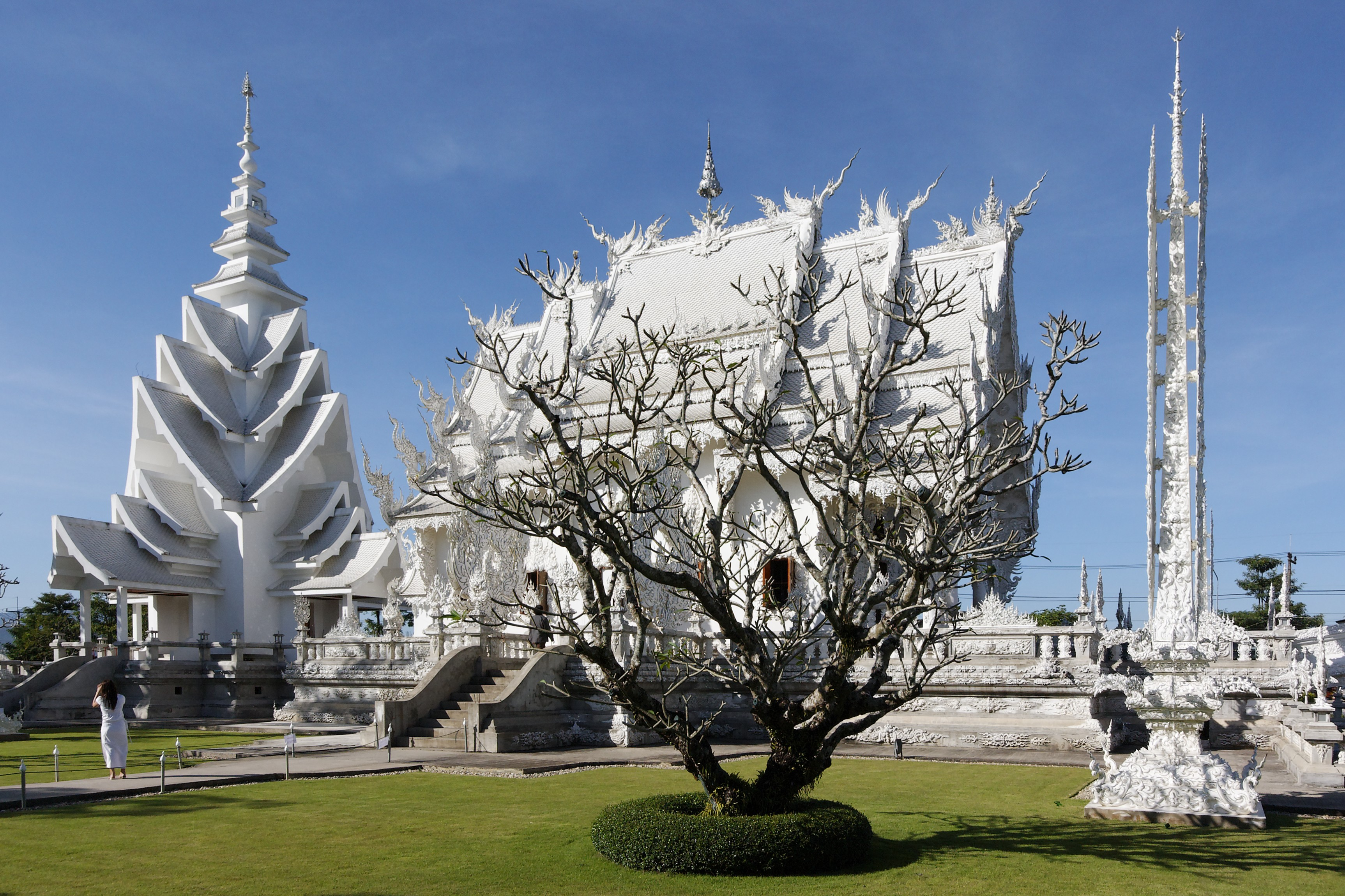
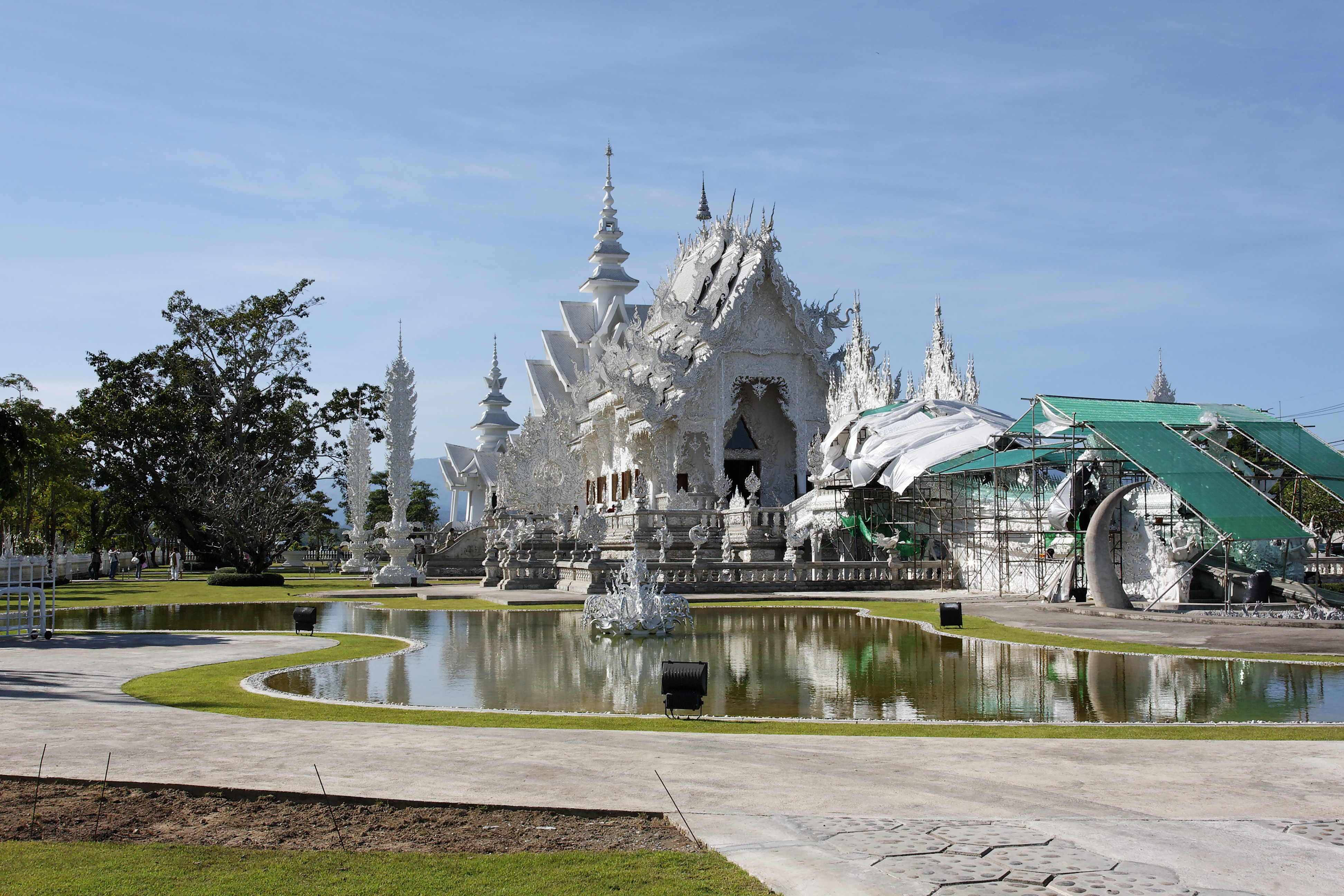
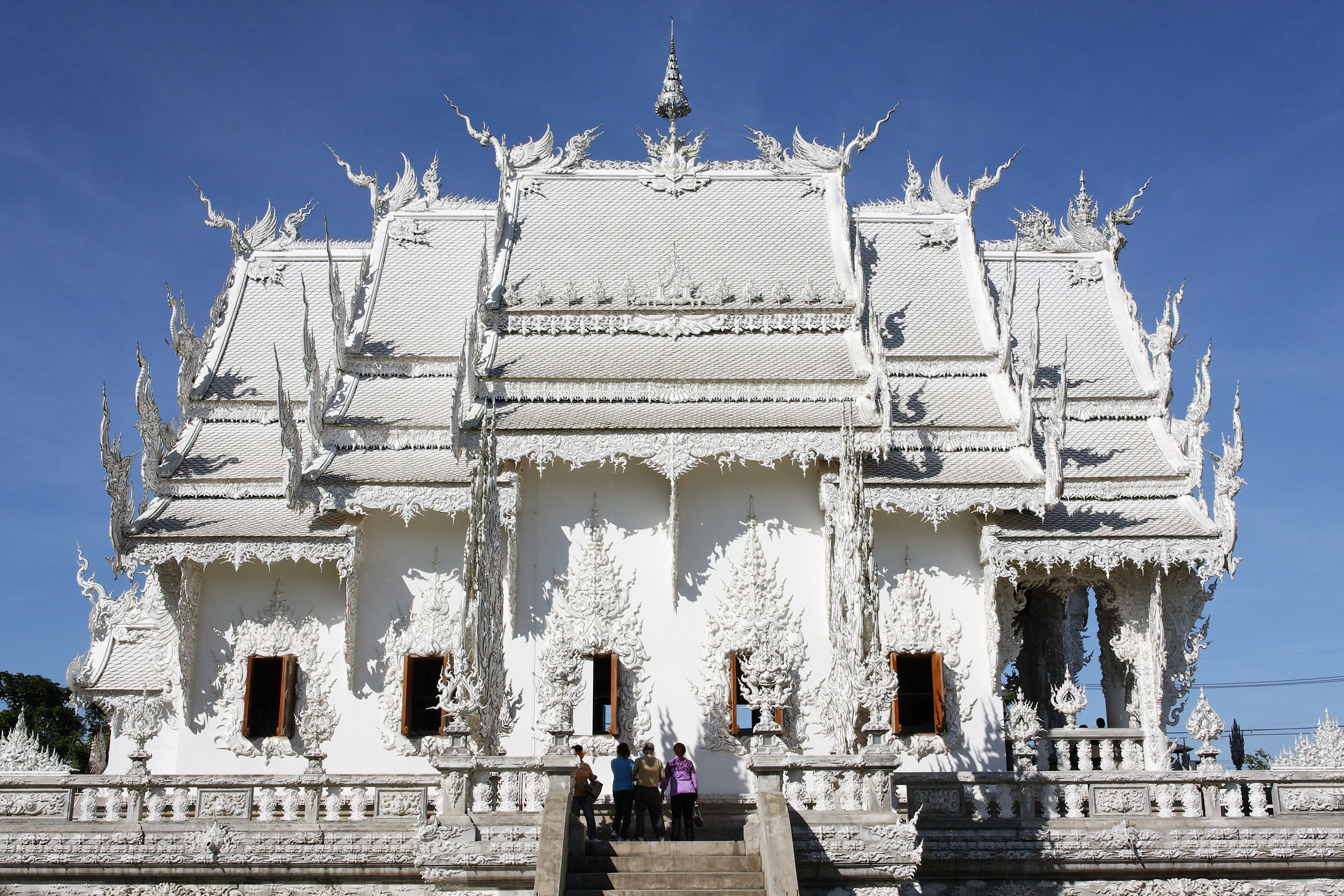
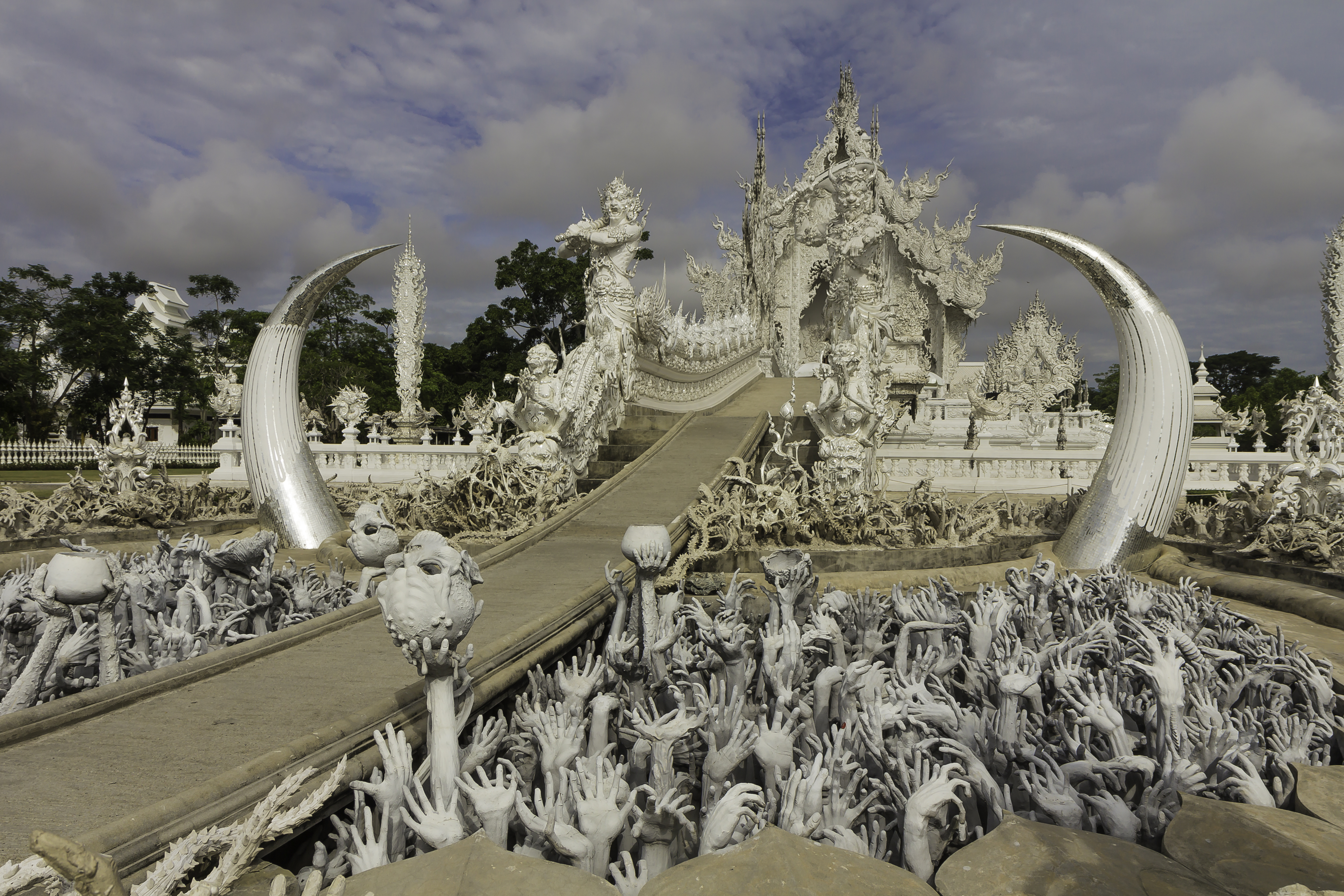
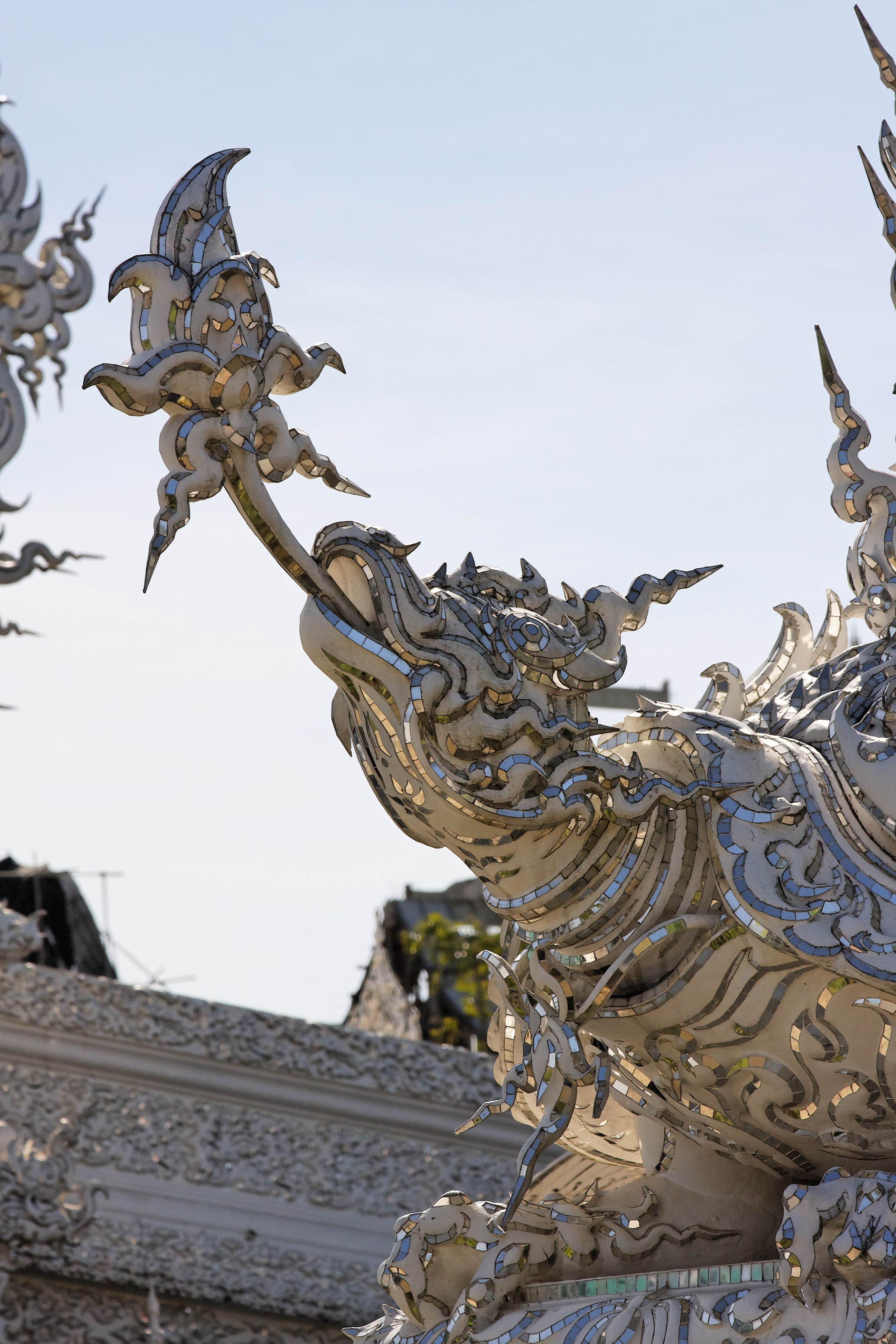
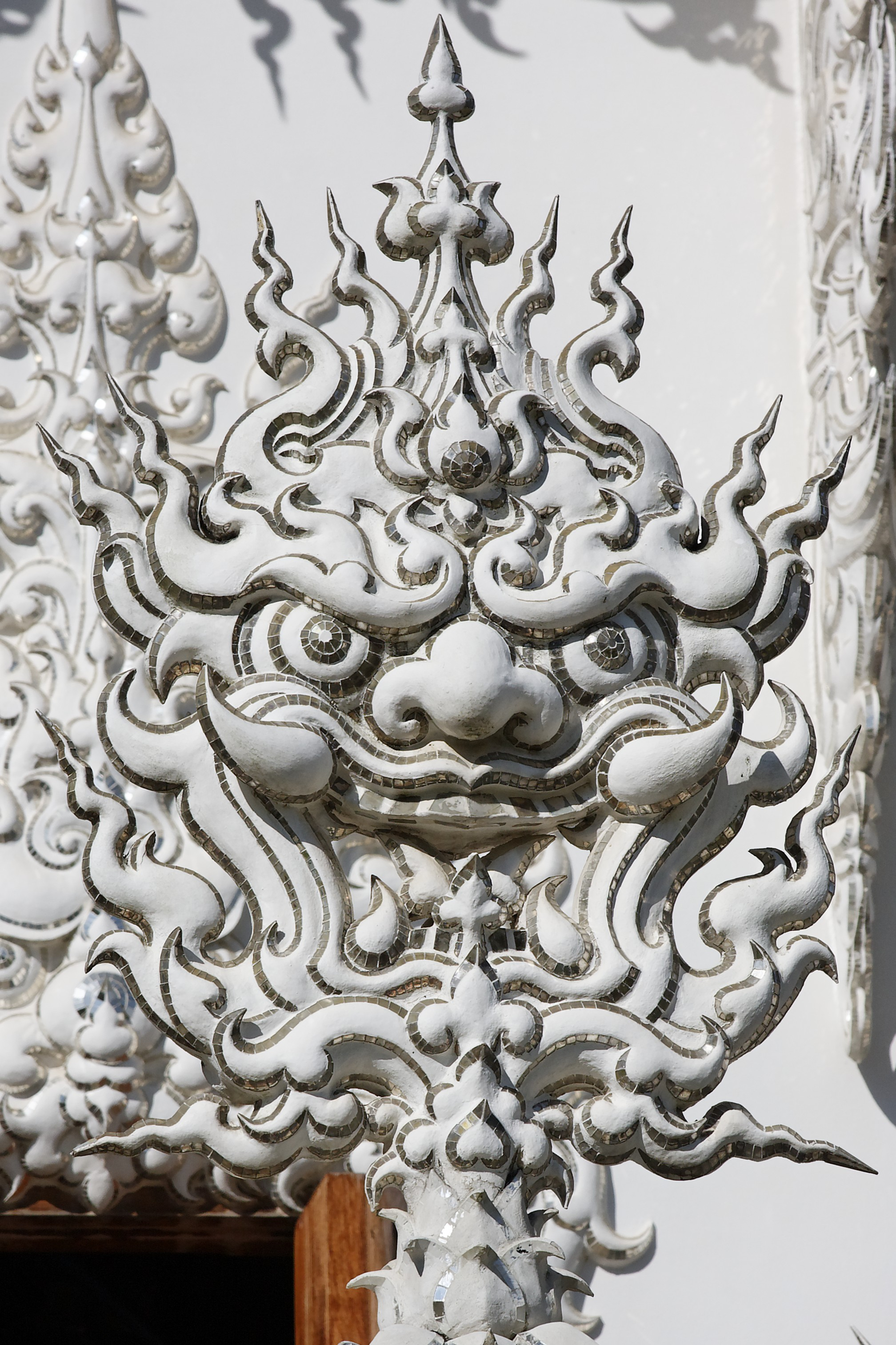
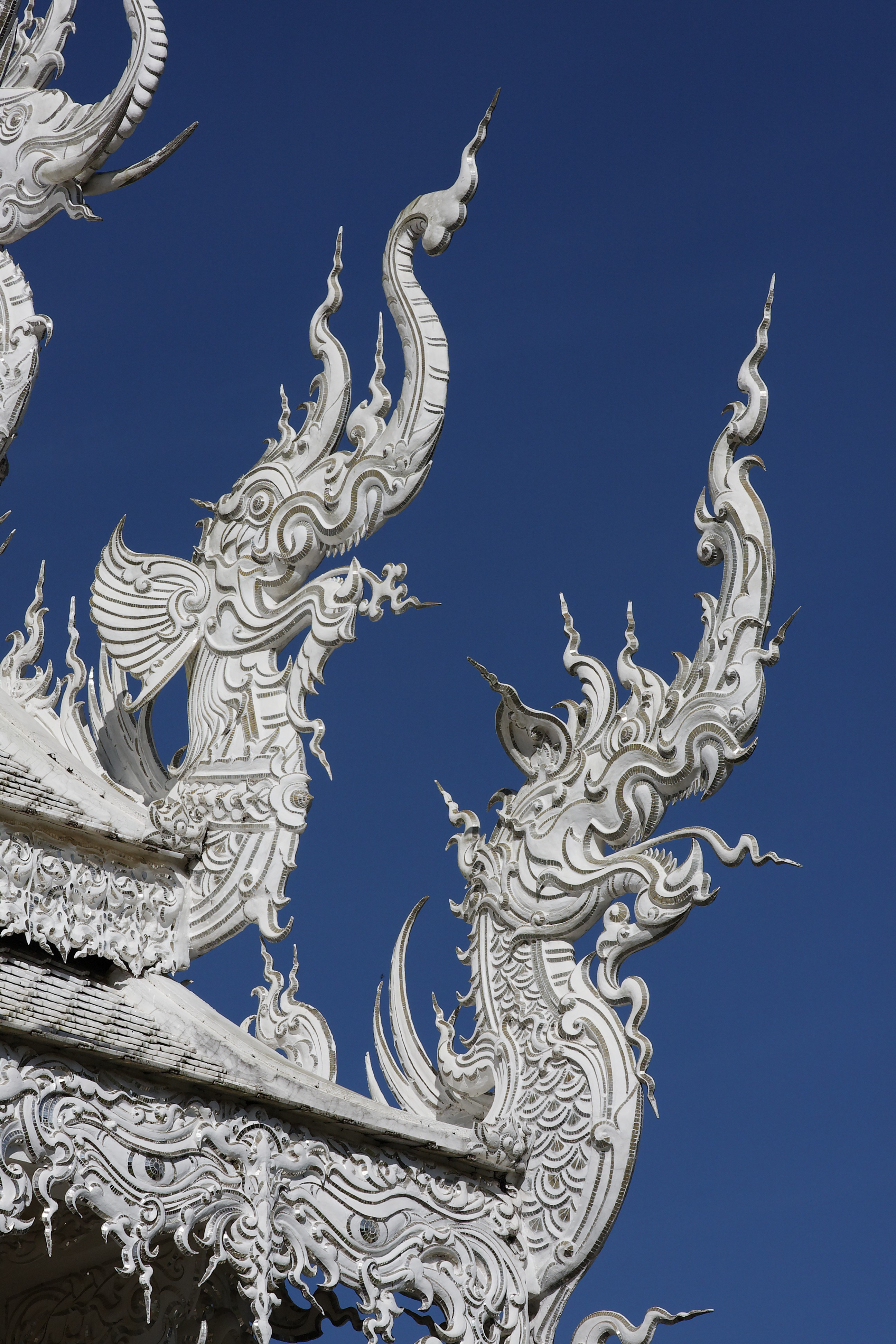
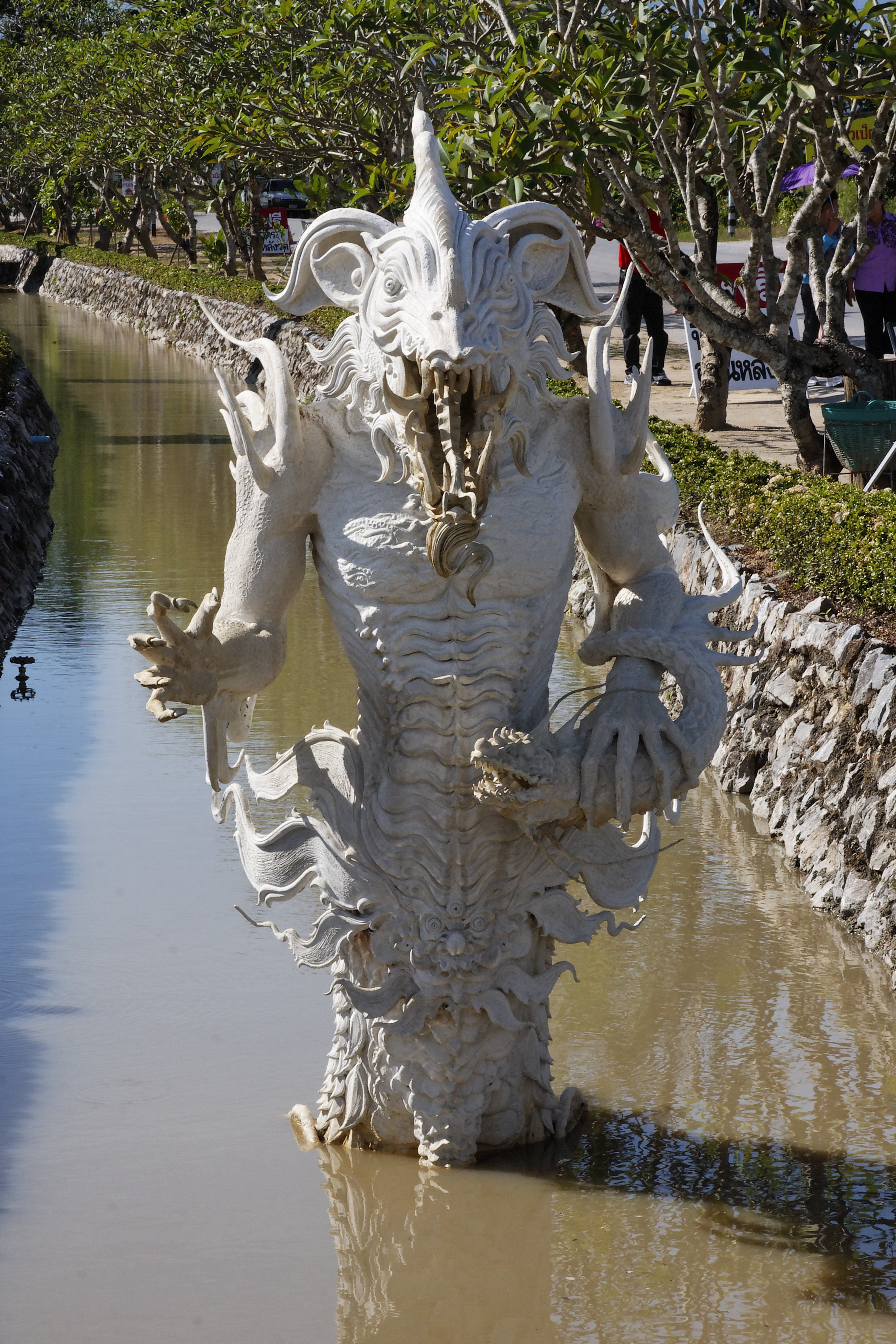
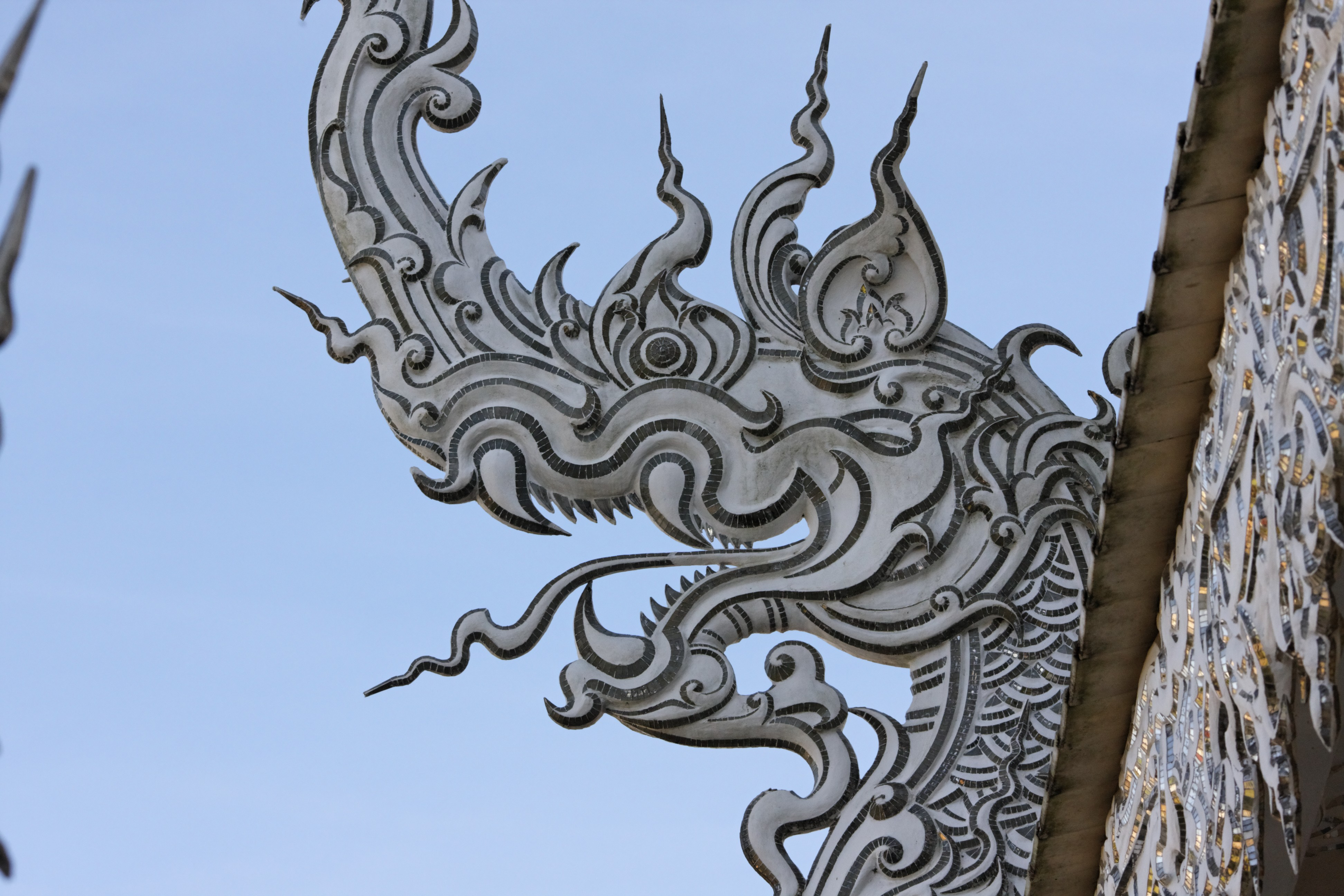
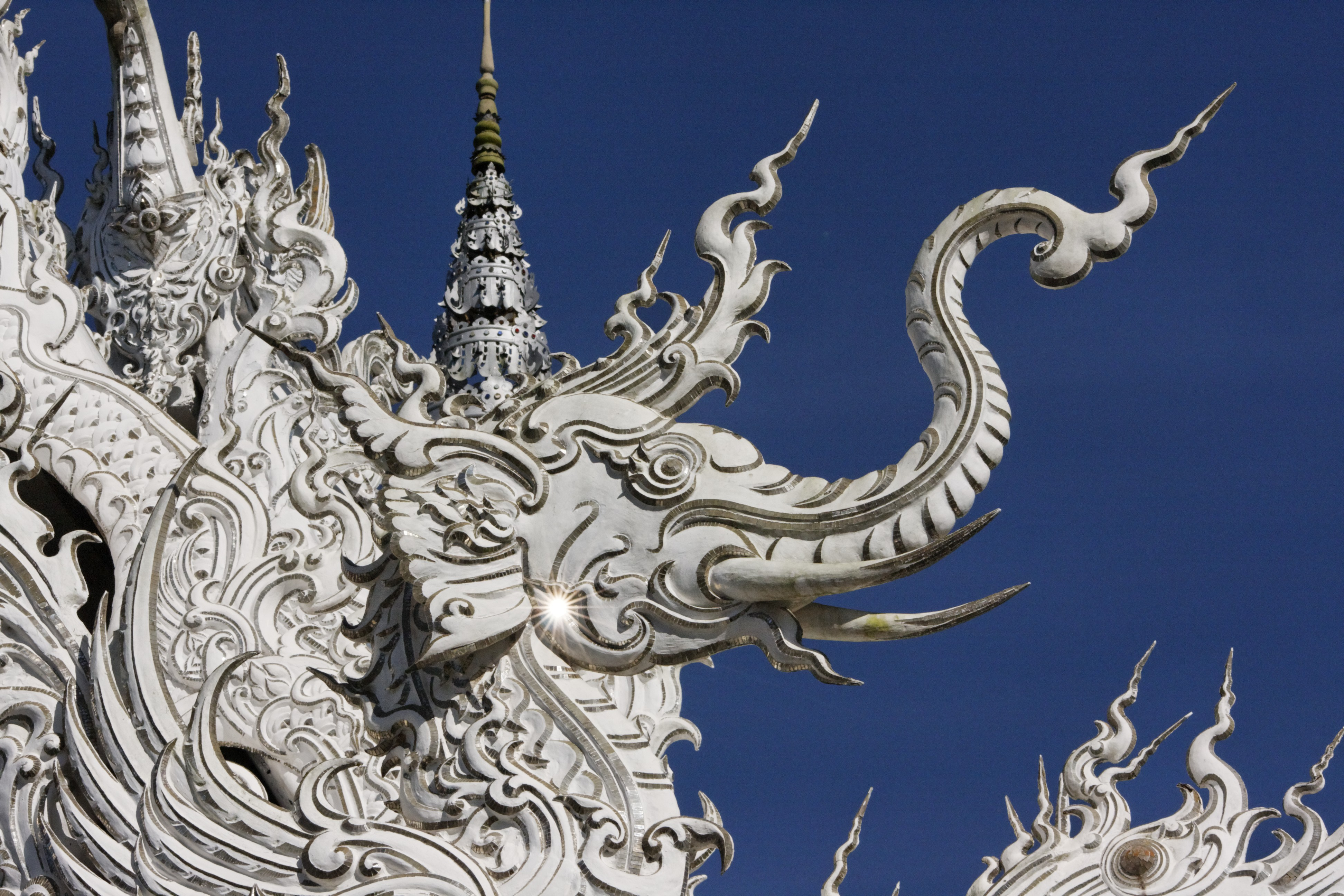
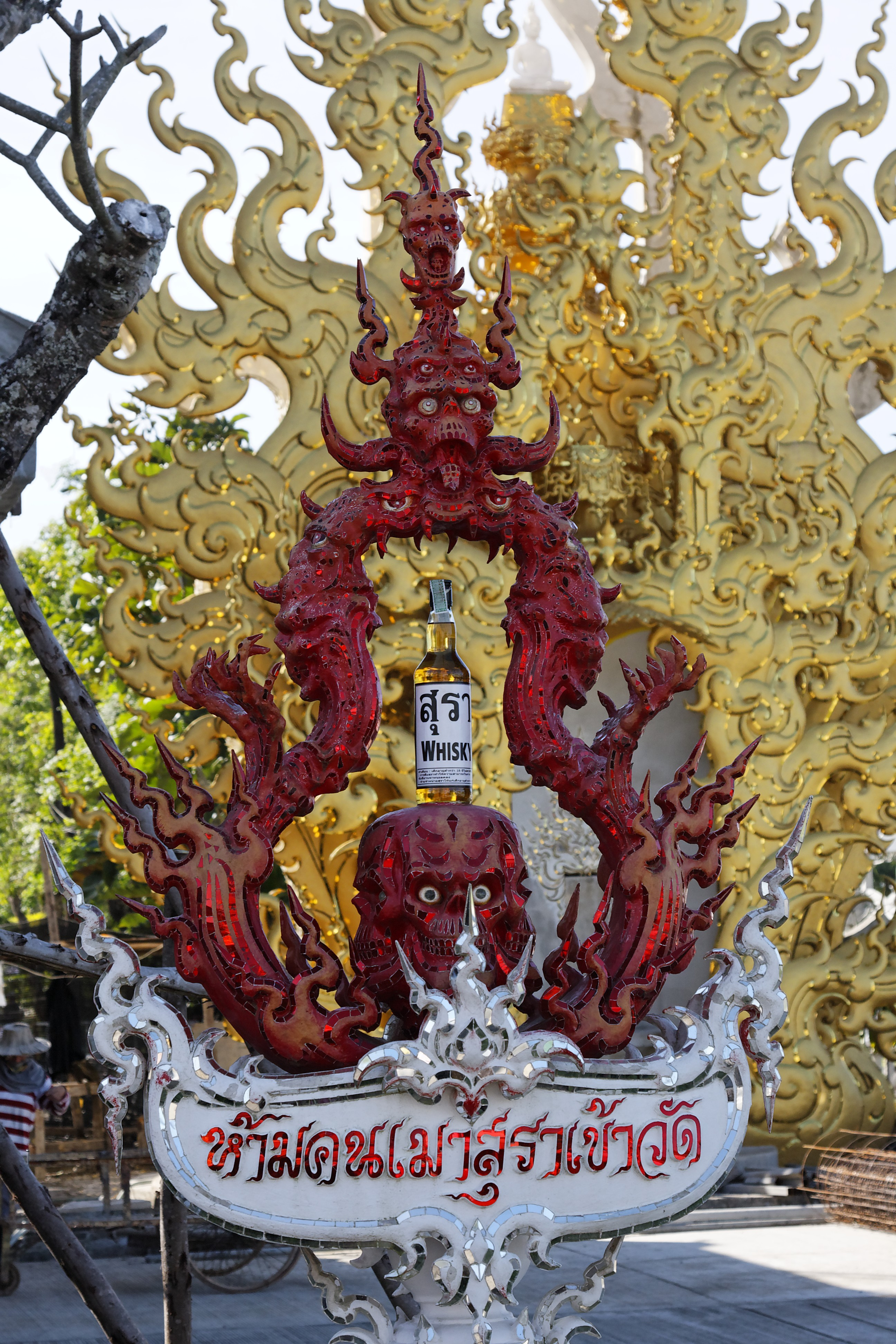
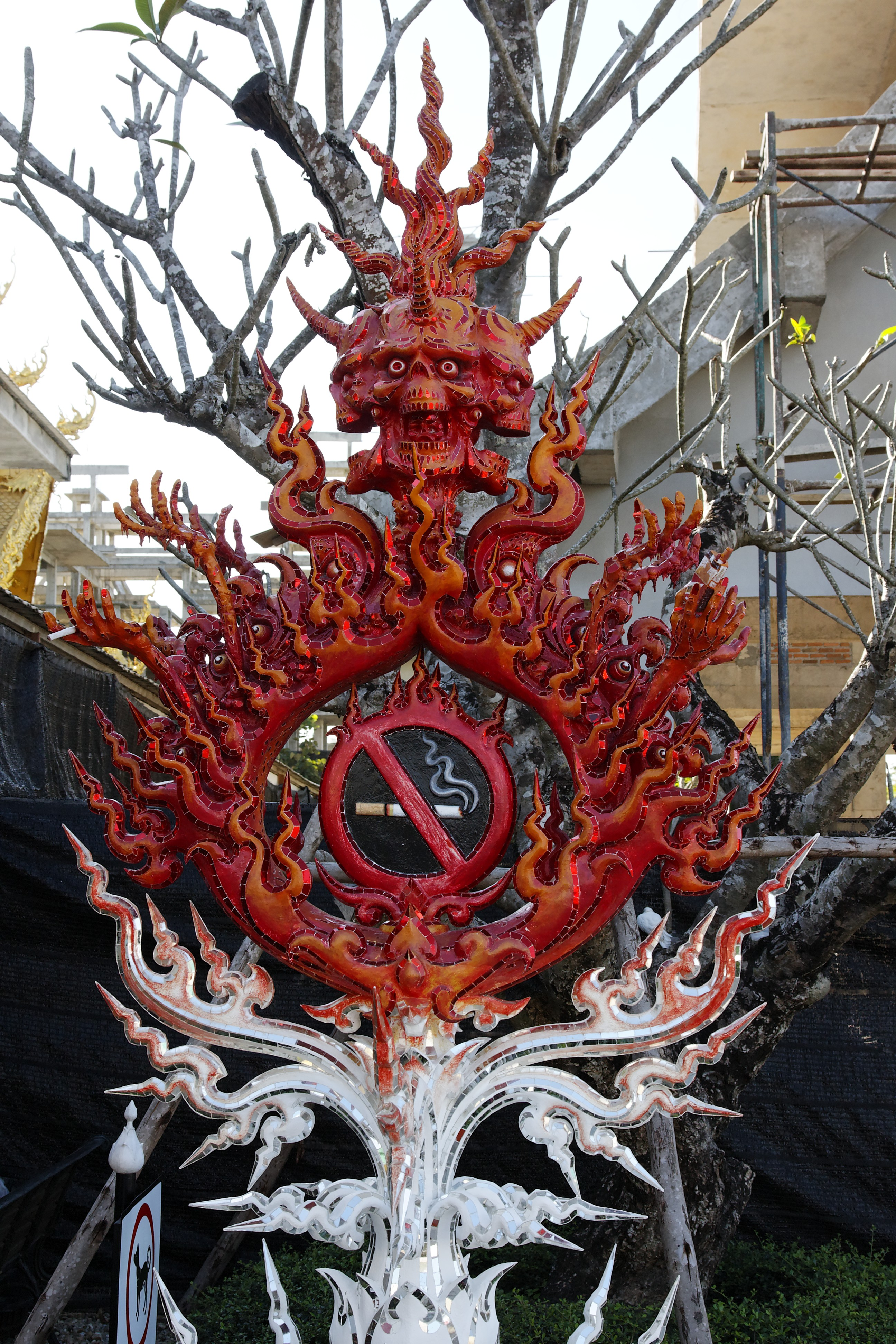
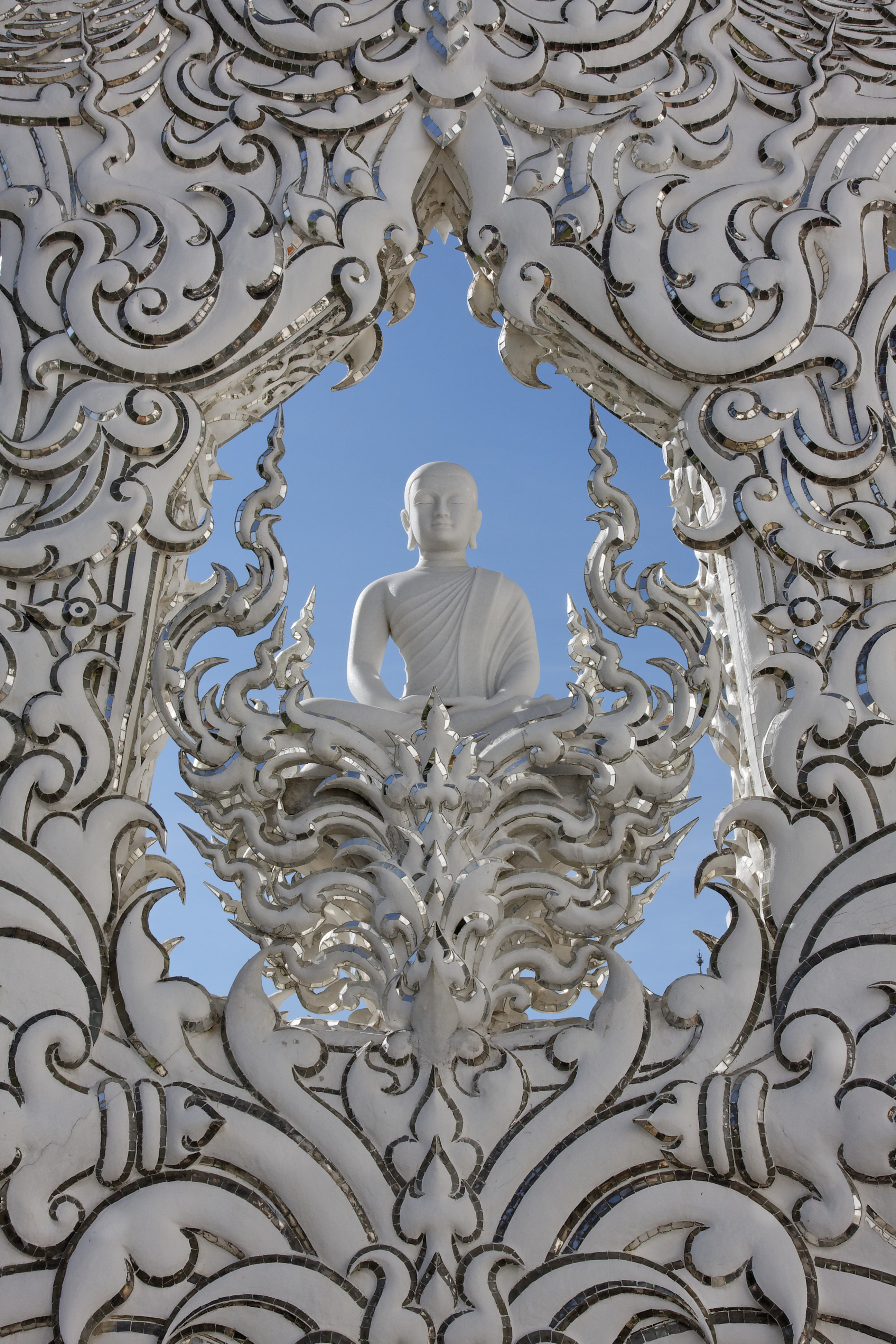